# Rhododendron charitopes
Rhododendron charitopes är en ljungväxtart. Rhododendron charitopes ingår i släktet rododendron, och familjen ljungväxter.

## Underarter
Arten delas in i följande underarter:
- R. c. charitopes
- R. c. tsangpoense